# Lau Mulder
Lau Mulder (Batavia, 7 juli 1927 – Uithoorn, 29 januari 2006) was een Nederlands hockeyer en cricketer.
Mulder, die als doelman speelde, won met het Nederlands hockeyteam een zilveren medaille op de Olympische Zomerspelen in 1952. Hij speelde 44 interlands. Mulder speelde voor de Amsterdamsche Hockey & Bandy Club waarmee hij in 1962 landskampioen werd. Op zijn elfde werd hij lid van de club en was tot op hoge leeftijd actief bij de veteranen. Naar hem werd ook de kampioensbokaal voor het Nederlands kampioenschap hockey bij de veteranen vernoemd die beschikbaar gesteld werd door zijn club. In 1967 werd hij erelid van de Amsterdamsche waarvoor hij ook bestuurlijk actief was
In zijn jeugd speelde hij cricket bij VRA en vanaf 1952 bij de Batavieren. Hij kwam als batsman vier keer uit voor het Nederlands cricketelftal.